# Dimalé
Dimalé (ógörög Διμάλη; latin Dimallum; albán Dimal/Dimali) vagy elterjedt nevén a krotinai vár (albán Kalaja e Krotinës) az ókori Illíria déli peremvidékének egyik kevésbé jelentős, illírek lakta erődített, városias települése volt a mai Albánia területén. A régészeti leletek tükrében virágzását az i. e. 3–2. századra teszik, ezt követően lehanyatlott és az i. sz. 1 századra elnéptelenedett. A régészeti ásatások során a város védművein és akropoliszán kívül feltárták egy hellenisztikus sztoa és színház maradványait.

## Fekvése
Az ókori Dimalé városa a ma Shpirag-hegy néven ismert rög nyugati lankáin, a mai Krotina falu határában magasodó hegyen állt, 405 és 444 méter közötti tengerszint feletti magasságban. A maga korában a sűrűbben lakott partvidéket, Apollóniát és Aulónt Antipatreián keresztül Makedóniával összekötő út egyik állomása volt. Napjainkban Berat városától légvonalban 12 kilométerre keletre található, közúton az SH73-as jelű Poshnje–Roskovec–Fier-főútról déli irányban letérve, kisebb nehézségek árán közelíthető meg.

## Története
Meglehetősen szórványos kerámialeletek alapján a régészek arra a következtetésre jutottak, hogy a krotinai magaslaton, ha ideiglenesen is, már a vaskorban is megtelepedtek az illírek. Dimalé alapításának ideje nem maradt fenn az ókori szerzők feljegyzéseiben, de az előkerült leletek legkorábbi rétegei az i. e. 4. század első felét valószínűsítik. Ezt a hipotézist erősíti az is, hogy a várost erődítő falak más délillír városok i. e. 4. századi falazási technikájával rokoníthatóak. Dimalé korai lakossága az ásatások során előkerült magtároló amforák és őrlőkövek alapján elsősorban növénytermesztéssel, valamint – a nagyszámú juh-, kecske- és szarvasmarha-maradványból kiindulva – pásztorkodással foglalkoztak. A feltételezések szerint Dimalé az i. e. 3. században lépett a városiasodás útjára, és a század végére az atintánoktól, más források szerint a parthinoktól leszakadva a dimalitok néven említett illír törzs koinonjának központi települése lett. Az i. e. 3. század egyúttal Dimalé fellendülésének időszakát is jelzi, jóllehet a város fénykora meglehetősen rövid időre, az i. e. 3–2. századra korlátozódott. A helyben talált feliratok alapján más hellenisztikus illír települések mintájára görögös önkormányzati rendszer működött a városban, amelynek élén a prütanisz állt. Az ásatások során nagy tömegben előkerült kerámia-, terrakotta-, fémszerszám- és bronzékszer-leletek vésetei alapján Dimalé kézművesipara fejlett volt, több helyi mester (Nesztór, Amüntasz, Parmenosz, Epikadosz) nevét azonosíthatták a régészek. Ebben az időszakban épült az agorát szegélyező sztoa is.
Bizonyos, hogy stratégiai elhelyezkedése dacára Dimalé nem tartozott a jelentősebb illír városok közé. Az ókori szerzők közül Polübiosz és Titus Livius egyedül az i. e. 3. század második felének illíriai háborúi kapcsán említi a várost. E beszámolók alapján i. e. 220-ban Pharoszi Démétriosz terjesztette ki uralmát a városra. Az i. e. 219 tavaszán Illíriában partra szálló római csapatok, élükön Lucius Aemilius Paullusszal, Dimalé alá vonultak, ahol Démétriosz a rómaiak érkezésének hírére meghúzta magát, hogy ott várja be V. Philipposz makedón király felmentő seregét. A makedón király azonban késlekedett, és a rómaiak mindössze egy hét alatt megadásra késztették a bevehetetlennek tartott várost. Pár évvel később, immár az első makedón–római háború idején, i. e. 214-ben V. Philipposz kiverte a rómaiakat néhány illíriai birtokaikról, köztük Dimaléból is. i. e. 205-ben a rómaiak és a makedón uralom ellen fellázadt parthinok körbevették Dimalét, de Philipposz a város felmentésére sietett. A háborút azonban a makedónok végül elveszítették, és az i. e. 205. évi phoinikéi béke értelmében más illíriai koinonokkal együtt Dimalé is visszakerült a Római Birodalom protektorátusa alá. Bár Dimalé stratégiai jelentősége részlegesen megmaradt, az i. e. 2. századtól fénykora leáldozott, és a régészeti leletek fényében az i. sz. 1. században elnéptelenedett.

## Régészeti feltárása
Noha a város neve az ókori forrásokból ismert volt, pontos elhelyezkedését sokáig nem ismerte a régészettudomány. A felszínen is látható épületmaradványokat krotinai vár (Kalaja e Krotinës) néven említették. Az első világháború éveiben az országban régészeti kutatásokat végző osztrák Camillo Praschniker Krotinában is járt, és topográfiai leírást adott közre a romvárosról. Az első rendszeres ásatásokra csak 1963–1965-ben került sor, amelyek során elsősorban a mezőgazdasági művelés alá nem vont akropolisz területét tárták fel. Ekkor kerültek elő azok az i. e. 3–2. századi felirattöredékek (ΔΙΜΑΛΛΙΤΑΝ), amelyek alapján a helyszínt az ókori forrásokból ismert Dimaléval azonosították. Ugyanekkor tárták fel a sztoa hátsó falának maradványait, valamint számos helyben gyártott vörös-fekete agyagedényt (ivókupákat, tányérokat, tálakat), az illír földre jellemző díszítésű amforákat, de görög és dél-itáliai földről származó kerámiatárgyakat is. A 2000-es évek végén a Dimaléban kutató albán–német régészcsoport bukkant rá a város színházának alapjaira.

## Régészeti leírása
A területen folyt szórványos ásatások eredményeként úgy feltételezik, hogy az egykori Dimalé 15 hektáron terült el. A várost és a keleti oldalán magasodó akropoliszt egyaránt kváderkövekből felrótt falazat vette körbe, a feltételezések szerint összesen 2400 méter hosszan. A város agorájának egy részét az 1960-as években tárták fel az akropolisztól délre eső területen. Ennek során kerültek napvilágra az i. e. 3. század elején épült, kelet–nyugati tengelyű, 29,4 méter hosszú sztoa maradványai. A hátsó falát alkotó kváderkövekbe az apollóniai nagy sztoa mintájára hét, egyenként 2,98 méteres átmérőjű, 1,47 méteres mélységű, félköríves záródású kőfülkét vágtak. Emellett több épületalapot és falmaradványt feltártak, de rendeltetésük nem ismert. Dimalé egyik albániai viszonylatban ritka lelete egy bronztüskés napóra. A 2000-es évek végén felfedezett színház feltárása még 2013-ban is zajlott.
Ha az egykori város épületeiről, településszerkezetéről való ismereteink hiányosak is, a Dimalé területéről előkerült, kultikus tárgyként, esetleg gyermekjátékként használt agyag- és terrakottaszobrocskák fontos támpontokat nyújtanak a korabeli illírek viseletének rekonstruálásához. Ezek alapján ismert a nők rövid, könyékig érő ujjú, felső részén vastag zsinórfonásokkal díszített inge. A háromszög alakúra kivágott nyakrészt, különösen a vállak körül ékszerekkel díszítették. A deréktájban korcolt ruhadarab alsó része fonatokban végződött. Néhány megmintázott pásztoralak alapján a dimaléi férfiak hosszú nemezharisnyát, felette bő szabású lengő inget hordtak, ami a mai fusztanella előképének is tekinthető.